# Béville-le-Comte
Béville-le-Comte är en kommun i departementet Eure-et-Loir i regionen Centre-Val de Loire strax norr om centrala Frankrike. Kommunen ligger i kantonen Auneau som tillhör arrondissementet Chartres. År 2022 hade Béville-le-Comte 1 693 invånare.

## Befolkningsutveckling
Antalet invånare i kommunen Béville-le-Comte
Referens:INSEE